# بخش لاوایخا
بخش لاوایخا (به لاتین: Lavalleja Department) یکی از بخش‌های اروگوئه است. بخش لاوایخا ۵۸٬۸۱۵ نفر جمعیت دارد.